# The Geisha Boy
The Geisha Boy is een Amerikaanse filmkomedie uit 1958 onder regie van Frank Tashlin.

## Verhaal
De klungelende goochelaar Gilbert Wooley reist af naar Japan om er de Amerikaanse troepen te vermaken. Hij maakt er kennis met een Japanse weesjongen en diens bevallige tante.

## Rolverdeling
| Acteur                  | Personage        |
| ----------------------- | ---------------- |
| Jerry Lewis             | Gilbert Wooley   |
| Marie McDonald          | Lola Livingston  |
| Sessue Hayakawa         | Mijnheer Sikita  |
| Barton MacLane          | Majoor Ridgley   |
| Suzanne Pleshette       | Sergeant Pearson |
| Nobu McCarthy           | Kimi Sikita      |
| Robert Hirano           | Mitsuo Watanabe  |
| Ryuzo Demura            | Ichiyama         |
| The Los Angeles Dodgers | Zichzelf         |